# Amiota subsinuata
Amiota subsinuata este o specie de muște din genul Amiota, familia Drosophilidae, descrisă de Chen și Aotsuka în anul 2005. Conform Catalogue of Life specia Amiota subsinuata nu are subspecii cunoscute.